# تپه گور قلعه آنا قیز
تپه گور قلعه آنا قیز مربوط به هزاره اول قبل از میلاد است و در شهرستان سرآب، بخش مرکزی، دهستان ابرغان، روستای آناقیز واقع شده و این اثر در تاریخ ۱۵ دی ۱۳۸۷ با شمارهٔ ثبت ۲۳۹۷۴ به‌عنوان یکی از آثار ملی ایران به ثبت رسیده است.